# Loratadina
La loratadina è un farmaco antistaminico di seconda generazione comunemente utilizzato per il trattamento di diversi tipi di allergie. Strutturalmente la molecola è correlata agli antidepressivi di tipo triciclico, come ad esempio l'imipramina o la amitriptilina e meno correlata con gli antipsicotici quali la quetiapina. Loratadina è commercializzata in Italia dalla società farmaceutica Schering-Plough con il nome di Claritin. Poiché il brevetto è scaduto diverse società farmaceutiche commercializzano la molecola come medicinale equivalente. In commercio esistono inoltre associazioni precostituite con la pseudoefedrina, un decongestionante, utilizzate nel trattamento della rinite comune ed allergica.

## Farmacodinamica
La loratadina è un antistaminico triciclico di seconda generazione con alta affinità per i recettori H1 periferici. La molecola non presenta proprietà sedative o anticolinergiche significative da un punto di vista clinico. Il farmaco non presenta attività di rilievo sui recettori H2 dell'istamina, né inibisce la captazione della noradrenalina.

## Farmacocinetica
Dopo somministrazione orale loratadina viene ben assorbita dal tratto gastrointestinale e si distribuisce rapidamente ai diversi tessuti biologici. Il farmaco è sottoposto ad un rilevante effetto di primo passaggio, soprattutto ad opera degli isoenzimi CYP3A4 e CYP2D6.
La desloratadina è il maggior metabolita, è farmacologicamente attiva ed è la principale responsabile dell'effetto clinico. Loratadina raggiunge la concentrazioni plasmatica massima (Tmax) in 1-1,5 ore dopo la somministrazione.

Loratadina si lega ampiamente alle proteine plasmatiche (quasi il 99%) mentre il suo metabolita desloratadina si lega in misura minore, circa il 75%. L'emivita plasmatica è di circa 8 ore per loratadina e di 28 ore per il suo metabolita desloratadina.
Circa il 40% della dose somministrata è eliminata per via urinaria, il 42% circa nelle feci, principalmente sotto forma di metaboliti coniugati, entro 10 giorni.
Quando loratadina viene assunta con il cibo il suo assorbimento viene leggermente ritardato, ma ciò non ne influenza l'effetto clinico. Il farmaco ed i suoi metaboliti sono escreti nel latte materno.

## Usi clinici
Il farmaco è indicato per il trattamento sintomatico della rinite allergica e dell'orticaria cronica idiopatica della febbre da fieno ed altre tipologie di allergie cutanee che causano prurito, come ad esempio la dermatite atopica o le punture di insetto.

## Effetti collaterali ed indesiderati
Gli effetti indesiderati più comuni sono rappresentati da cefalea, capogiro, irritabilità, affaticamento, sedazione e , aumento dell'appetito, insonnia, nausea.
Il farmaco può causare effetti antimuscarinici come la ritenzione urinaria, la xerostomia e disturbi gastrointestinali, in particolare gastrite.

## Controindicazioni
Il farmaco è controindicato nei soggetti con ipersensibilità nota al principio attivo.

## Dosi terapeutiche
Negli adulti e nei bambini con più di 12 anni di età il dosaggio consigliato è di 10 mg (una compressa) una volta al giorno. il farmaco può essere assunto indipendentemente dalla relazione con il pasto. Nei soggetti con grave insufficienza epatica la dose deve essere ridotta per il rischio di una ridotta clearance della loratadina. Negli anziani o nei pazienti con insufficienza renale non è richiesto un adattamento della posologia.

## Gravidanza e allattamento
Loratadina negli studi sperimentali su animali non si è dimostrata teratogena, ma non è stata definita la sicurezza del suo impiego in gravidanza.
Nel 2002 uno studio condotto in Svezia registrò un aumento di prevalenza di ipospadia (circa il doppio rispetto a quello della popolazione generale)  tra i neonati di sesso maschile nati da donne che durante la gravidanza avevano assunto loratadina.

Studi successivi sembrano escludere questa eventualità. Tuttavia l'utilizzo di loratadina durante la gravidanza non è raccomandato.

Loratadina viene escreta nel latte materno, pertanto l'assunzione del farmaco deve essere evitata nelle donne che allattano al seno.

## Interazioni
Le sostanze chimiche che agiscono come inibitori dell'enzima CYP3A4, come ad esempio il ketoconazolo, l'eritromicina, la claritromicina, la cimetidina, l'amiodarone, il nefazodone e i derivati delle furanocumarine (che si trovano ad esempio nel succo di pompelmo) causano un aumento dei livelli plasmatici di loratadina. Molto raramente queste interazioni determinano effetti clinici rilevanti, quali ad esempio alterazioni elettrocardiografiche, torsioni di punta, prolungamento del QT.

Il farmaco altera la risposta ai test allergologici, perciò deve essere sospeso almeno tre giorni prima della loro esecuzione.